# Chicago Transit Authority (bedrijf)

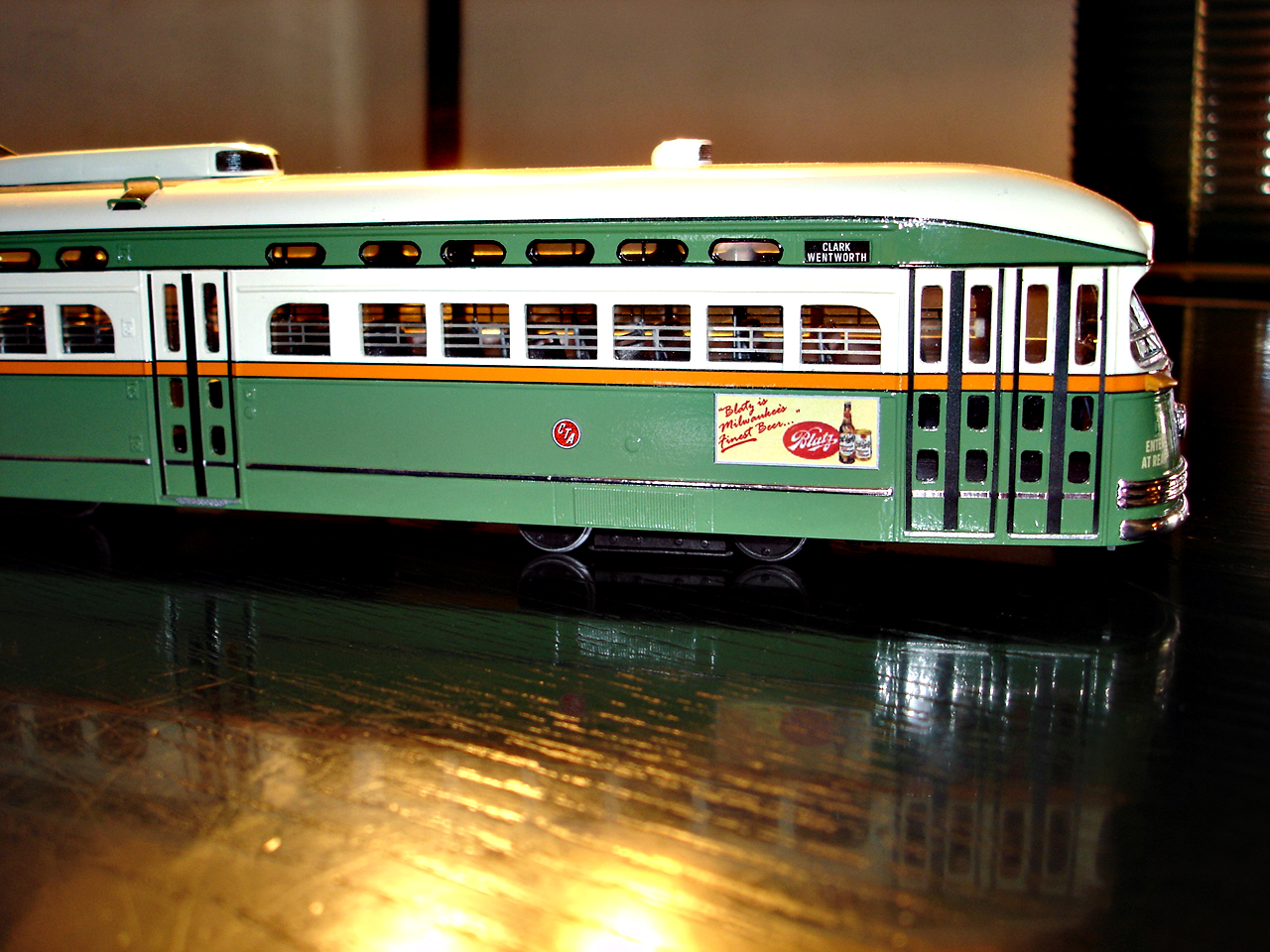
Een schaalmodel van een Green Hornet dat uitstekend de gebruikte kleurencombinatie in Chicago weergeeft

De Chicago Transit Authority (CTA) is een personenvervoersbedrijf in de Amerikaanse stad Chicago en een voortzetting van de in 1947 opgeheven Chicago Surface Lines. De CTA verzorgt het metro- en busvervoer in Chicago.

## Algemeen
Door een uitvinding van Frank J. Sprague (1857-1934) was in de Verenigde Staten openbaar vervoer met behulp van elektrische tractie ongeveer tien jaar eerder beschikbaar dan in Europa.
In 1885 paste hij de installatie van elektrische motoren onder een tramwagen binnen de afmetingen van een draaistel toe. Deze uitvinding wordt tot op heden nog gebruikt.
Al in 1888 reed in het stadje Richmond een tram door middel van elektrische voeding. De wagens kregen hun stroom door middel van een bovenleiding van koper waartegen een trolley werd gedrukt. Deze trolley – een wieltje dat op de leiding drukt en daardoor meerolt – werd tegen de bovenleiding gedrukt daar een metalen staaf – een trolley pole – en deze was weer verbonden met de elektrische motoren onder de tram. Isolatie voorkwam dat de passagiers in de wagen werden geëlektrocuteerd.
Al rond 1895 had iedere stad van betekenis in de VS een elektrische tram. Deze was vaak het enige vervoermiddel – naast paard en wagen – om vanuit de buitenwijken in het stadscentrum te komen. De tram had veroorzaakt dat er buitenwijken konden worden gebouwd en de steden ondervonden een enorme expansie.
Al in de Eerste Wereldoorlog was het vervoermiddel tram – of trolley, of streetcar – zoals de Amerikanen ze noemden – op haar grootste omvang gekomen. In het hele land waren er toen meer dan 60.000 trams, rond 26.000 mijl aan spoor. Er was tot dan zo'n 4 miljard dollar geïnvesteerd.
Er werden jaarlijks ongeveer 11 miljard passagiers vervoerd en de revenuen waren opgeteld ongeveer 600 miljoen dollar. Iedere metropool, grote stad, stad en groot dorp had wel een trambedrijf, merendeels in privéhanden. Er waren meer dan duizend trambedrijven. Daarnaast reden in het land ook nog allerlei Interurbans, die het vervoer – vaak over zeer grote afstanden – tussen belangrijke steden en handelscentra verzorgden. Zij deden dit in directe competitie met de trein.
De grootste trambedrijven waren:
- Public Service Co. of New Jersey, gevormd uit meer dan 100 bedrijfjes in 1903. Uiteindelijk meer dan 900 mijl spoor op lokale en interlokale lijnen naar 147 verschillende gemeentes en 2500 wagens die jaarlijks 400 miljoen passagiers vervoerden.
- Philadelphia Transportation Co., opgericht in 1902. Uiteindelijk in 1923 bijna 700 mijl aan spoor op lokale en interlokale lijnen, 3000 wagens die jaarlijks 700 miljoen passagiers vervoerden.
- Al in 1891 ontstond de Twin City Rapid Transit Company (TCRT) die opereerde in en tussen de twee agglomeraties Minneapolis en St. Paul. Een bedrijf met 530 mijl spoorlengte en 1000 trams ontstond in een zeer korte tijd.
- Brooklyn & Queens Transit bediende in 1930 met 1800 wagens 300 mijl aan sporen.
- De Cleveland Transit System, opgericht door de samenvoeging, in 1903, van twee elkaar concurrerende trambedrijven in de stad bereikte een grootte van 415 mijl, had 1500 wagens die jaarlijks 87 miljoen passagiers vervoerden.
- De Pittsburgh Railways Co. bereikte op haar hoogtepunt een lengte van 600 mijl en had 1600 wagens ter beschikking.
- In 1913 ontstond Chicago Surface Lines en begin 1920 bezat zij 1070 mijl sporen, 3500 trams en vervoerde 1,5 miljard passagiers jaarlijks.

Paardentrams werden in Chicago vanaf 1859 in dienst gesteld en elektrische tractie werd in 1890 ingevoerd.
Alhoewel Chicago de op een na grootste stad in de VS was, was zij op vele zaken nummer 1. Chicago gold als de stad met de meeste treinverbindingen naar andere plaatsen in de VS, was de stad waar het meeste varkensvlees werd verhandeld – vandaar de bijnaam Porkopolis – en had het grootste tramnet ter wereld.
Het openbaarvervoerbedrijf van Chicago CSL – Chicago Surface Lines had in 1918 een lengte van meer dan 1000 mijl en er deden meer dan 3100 trams dienst. Alleen in Philadelphia (3189) en Brooklyn (4880) reden er op eniger tijd meer trams. Voor de Tweede Wereldoorlog – toen vele bedrijven al inkrompen – was Chicago nummer 1. Enorme series trams werden in groten getale aangeschaft. Er was meestal sprake van een grote standaardisatie. Tussen 1904 en 1905 bouwde St. Louis Car bijvoorbeeld 323 houten wagens gevolgd in 1907 door 600 Pullman-Standard wagens in 1909 er nog eens 350 daar achteraan.
Al vanaf 1930 werden grote hoeveelheden trolleybussen ingezet op vijf opgeheven tramlijnen. Uiteindelijk zou dit trolleybusnetwerk uitgroeien tot het grootste ter wereld.

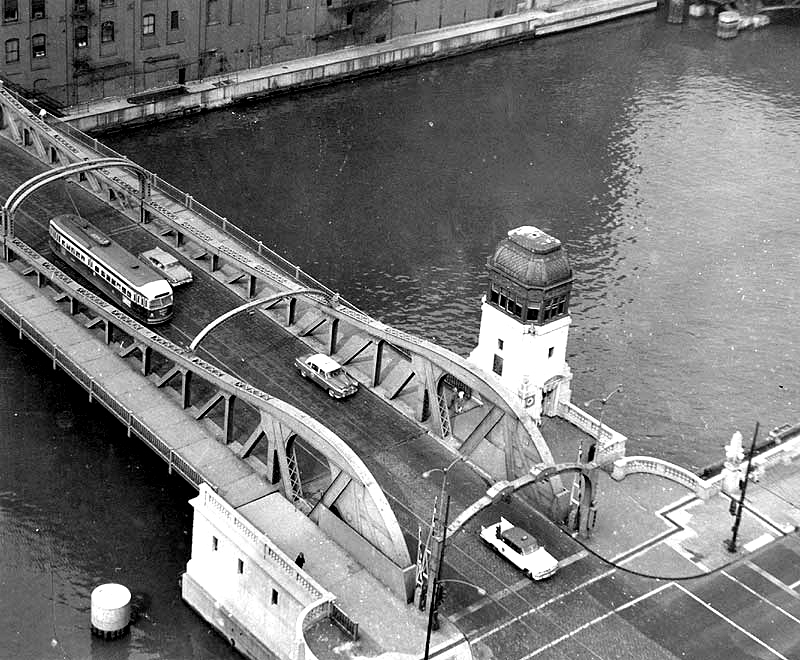
Green Hornet op Clark Str. Bridge

## PCC
Deze opdracht betrof de aanschaf van 683 PCC-wagens tussen 1935 en 1948. Ondanks dit aantal PCC-cars konden slechts 7 tramlijnen compleet met deze wagens worden uitgerust.

### PCC-typen in Chicago
1936/37, opdrachtgever: Chicago Surface Lines; uitvoerder: St. Louis Car Co. "Blue Geese" (nummers 4002-4051 en 7002-7034).
Deze opdracht werd bij St. Louis Car Co. in februari 1936 geplaatst en was 83 PCC's groot. 50 wagens werden in opdracht van Chicago Railways Co. gebouwd. Deze werden 4002-4051 genummerd en 33 van deze wagens werden door de Chicago City Railway Co. aangeschaft, genummerd 7002-7034. In de herfst van 1936 werden de eerste wagens afgeleverd en ze werden op 13 november 1936 op lijn 20 – Madison Avenue in dienst genomen. De passagierstoename op lijn 20 was door deze maatregel 25%. De frequentie was 1 wagen per 40 seconden. Bij de cijfers moet rekening gehouden worden met het feit dat een drietal parallel verlopende lijnen veel minder passagiers kregen. Deze wagens hadden een lengte van 15,4 meter. Ze werden in een aantrekkelijke kleurstelling geschilderd: crème met een mooie donkerblauwe kleur onder de ramen tot op de bodem. Deze PCC's werden daarom "Blue Geese" gedoopt. De Tweede Wereldoorlog moest Chicago het verder doen met deze PCC's en 3400 trams die ouder dan 30 jaar waren.
In 1945 werden drie brede crème strepen op de voorkant aangebracht. Deze strepen, die bekend werden als "Tiger Stripes", waren bedoeld om aanstormende automobilisten te waarschuwen. Een van de drukste CSL-lijnen, de 16 kilometer lange 63rd Street (een zogenaamde "Crosstown") lijn, kreeg deze wagens in april 1948. De "Blue Geeses" reden hier tot 1952, daarna werden ze op lijn 4 – Cottage Grove ingezet. In 1952 verbouwde CTA deze PCC's om voor eenmansexploitatie. Een van de middelste deuren werd vervangen door een raampje en de zitcapaciteit kwam hiermee op 61. Deze gemoderniseerde wagens werden in 'Everglades Green' met 'Croydon Cream' geschilderd en in mei 1952 op lijn 4 in dienst gesteld waar zij tot juni 1955 bleven. Daarna gingen zij naar lijn 49 – Western. Dit duurde slechts een jaar vanwege de opheffing van deze lijn.
1947/48, opdrachtgever: Chicago Surface Lines/Chicago Transit Authority; uitvoerder: St.-Louis Car Co. "Green Hornet" (nummers 4052-4061, 4372-4411 en 7035-7274).
1946/47, opdrachtgever: Chicago Surface Lines, uitvoerder: Pullman-Standard (nummers 4062-4171).
De grootste opdracht die ooit door een bedrijf voor de levering van PCC-rijtuigen  werd geplaatst. Deze wagens werden door St.Louis Car Co. (290 wagens) en Pullman-Standard (310 wagens) gebouwd. De wagens werden toegerust voor twee-mansexploitatie (1 bestuurder en 1 conducteur). Begin 1947 werd zelfs gesproken de PCC-cars uit te breiden met nog eens 200 wagens maar dit bleef bij een idee. Tussen mei en september 1952 werden 24 van deze trams zodanig omgebouwd dat zij in één- of tweemansexploitatie konden worden ingezet. Nog negen wagens volgden in juni 1955. Deze wagens hadden rond de voorlamp een grote geschilderde vleugel ter aanduiding van deze uitrusting. Deze 600 wagens waren voldoende om 4 lijnen te moderniseren: 22 – CLARK-WENTWORTH (182 wagens); 36 – BROADWAY-STATE (150 wagens); 49 – WESTERN (171 wagens) en 63 – 63rd. STREET (75 wagens). Rond 1953 kwam CTA tot de conclusie dat continuering van tramexploitatie in de toekomst zeer oneconomisch was. Tussen 1953 en 1958 werden 570 PCC's bestemd voor een tweede leven als metrotreinstellen; ze werden verkocht aan St.Louis Car Co. (en kregen later de nummers 6201-6510). Als eerste werd PCC 4240 omgebouwd. De wagenkasten werden gesloopt en de draaistellen, stoelen, besturingsinstrumenten en motoren werden hergebruikt. Op 21 juni 1958 reed de laatste PCC door Chicago en de meeste PCC-cars waren nog pas 10 jaar oud. Alleen PCC 4391 is nog gerestaureerd te bewonderen in het Illinois Railway Museum. De wagens in deze naoorlogse opdracht kregen de mooie kleurencombinatie Mercury Green en Croydon Cream met een streep onder de ramen in de kleur Swamp Holly Orange met daaromheen weer een donkergroene accentuering.

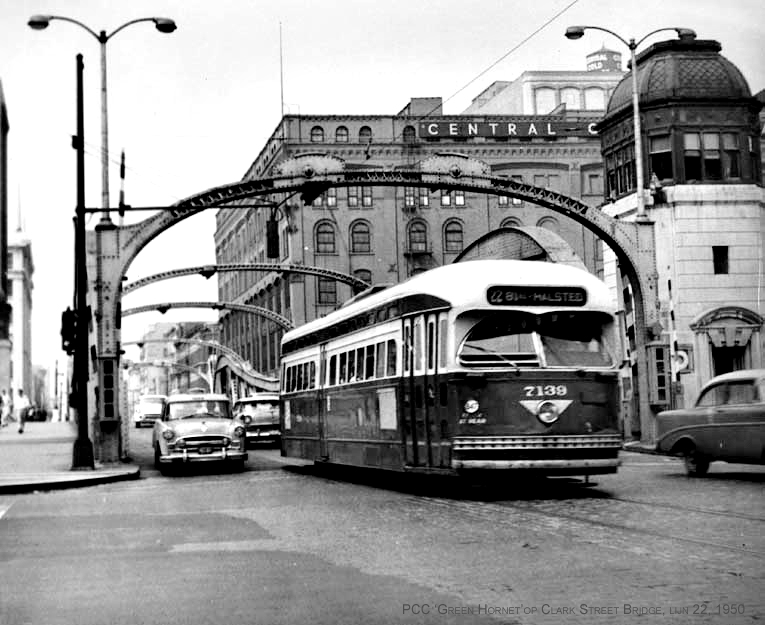
Clark Street Bridge

## Chicago's PCC-routes
- 20 – MADISON en 20 – MADISON-FIFTH kreeg in 1936 Blue Geese PCC's. In 1948 vervangen door Green Hornets. De lijn was 7,5 mijl lang en werd in 1953 opgeheven.
- 22 – CLARK-WENTWORTH was een lijn van 20 mijl lang die noord-zuid door de stad over Clark Av. liep. 200 Green Hornets werden hier in 1947 in dienst gesteld en in 1958 was een overgebleven deel van deze lijn de laatste tramlijn in Chicago.
- 36 – BROADWAY-STATE had 150 Green Hornets nodig voor de 25,5 mijl lange noord-zuid lijn. Het laatste gedeelte van deze lijn werd 1957 opgeheven.
- 63 – 63rd. STREET was een tramlijn met een enorm passagiersaantal die de metro naar de Loop aanvoerde. In 1953 werd deze 10 mijl lange lijn opgeheven.
- 49 – WESTERN was bijna 16 mijl lang en werd 1952 opgeheven.
- 8 – HALSTED en 42 HALSTED-ARCHER-CLARK waren zusterlijnen van 14 mijl lang en werden 1954 opgeheven.
- 4 – COTTAGE GROVE was een 13,5 mijl lange lijn van de Loop naar het zuiden van de stad en deze werd in 1955 opgeheven.

## Passagierscirculatie en uiterlijke kenmerken
Alle PCC-cars waren ongebruikelijk lang en breed. Zo breed dat het mogelijk was over de hele lengte van de wagen ononderbroken schortplaten te monteren. Zo waren de draaistellen niet te zien en dit was een bijzonder fraai gezicht. De wagens waren geschikt voor één bestuurder en één zittende conducteur. Er waren drie deuren voorin waar de conducteur door de passagiers gepasseerd werd. Zo konden in zeer korte tijd snel passagiers instappen. De conducteur zat tussen de voorste en middelste deuren. In het gedeelte tussen hem en de bestuurder waren geen zitplaatsen. Uitgestapt werd door de middelste twee deuren en een achterste.

## Lijnnummersystematiek
In Chicago werd geen duidelijke lijnnummersystematiek gehanteerd zoals in Pittsburgh of Wenen. In veel gevallen - vooral de oost-westlijnen - kreeg de tramlijn het nummer van de straat waarover de lijn liep. Dit kon eenvoudig omdat de meeste tramlijnen in Chicago recht waren. Een voorbeeld hiervan is lijn 63 – 63rd. Street.  Andere lijnen werden simpel aangeduid met een nummer en de toevoeging de straat waarover zij reden. Een voorbeeld is 8 – HALSTED. Deze lijn reed de 14 mijl lange Halsted Av. van noord naar zuid af. Zie voor een ontwikkeling van alle tramlijnen en een kaart van Chicago ten tijde van Chicago Surface Lines: Chicago Surface Lines.

## PCC-typen
In Chicago was gebruikgemaakt van twee bedrijven voor het bouwen van PCC-wagens en de orders werden bijna gelijk over beide verdeeld. Dit waren St. Louis Car en Pullman-Standard.
De wagens waren (als vermeld) ongebruikelijk lang: 15,5 meter en breed 2,60 meter. De uiterlijke kenmerken waren dezelfde als bij de PCC-cars die elders in dienst waren. Een speciale bijzonderheid was de ordening van de deuren: 3 achter, 1 in het midden en 2 voor. Net als bij de Peter Witt Car werd hiermee de passagierscirculatie versneld.
Een andere bijzonderheid was dat alle PCC-cars 14 cm naar rechts uit het lood op de draaistellen stonden. Dit was zo gebouwd om de breedte van de trams te kunnen benutten zodat er niet geïnvesteerd hoefde te worden in het verder uit elkaar leggen van de sporen. Inderdaad een meer kostbare oplossing. Overigens mocht er in de bogen altijd maar één PCC tegelijk de 'bocht' door omdat de bogen te krap waren voor twee. Een botsing zou dan onvermijdelijk zijn.

## Ramp van 25 mei 1950
Op 25 mei 1950 is er met een Green Hornet PCC, nummer 7078, op lijn 36 een ernstig ongeluk gebeurd. Tijdens een forse wolkbreuk raakte een viaduct, waar de tram onderdoor moest, vol met water. Door een verkeerde wisselstand of een menselijke fout van de trambestuurder raakte de PCC, die op dat moment volgens ooggetuigen zeker 35 mijl = 56 km/h reed, onder het viaduct en werd door de hoeveelheid water uit de rails getild, schoot door naar de tegenovergestelde rijrichting en raakte een vrachtwagen die benzine vervoerde.
Door de aanrijding en de daaropvolgende kortsluiting ontstond een enorme brand. Drieëndertig, onder wie de trambestuurder, vonden de dood en vele anderen liepen brandwonden op.

## Trivia
- Aan het eind van de jaren zestig noemde de Amerikaanse rockband Chicago zich naar de Chicago Transit Authority.